# Мокшане
Мокша́не, мо́кша (мокш. мокшет) — этническая группа (субэтнос) мордвы, говорящая на мокшанском языке, одном из двух мордовских языков волжско-финской подгруппы финно-угорской ветви уральской языковой семьи. Иногда выделяется как отдельный мордовский народ наряду с эрзянами. Большинство мокшан исповедует православие, есть также лютеране и приверженцы неоязычества (мокшень кой).
Общая численность — около 12 000 человек, согласно переписи 2021 года.
Отдельной этнической группой мокшан являются каратаи, проживающие в Камско-Устьинском районе Республики Татарстан. Они говорят на татарском диалекте с примесью мокшанского языка.

## Этноним

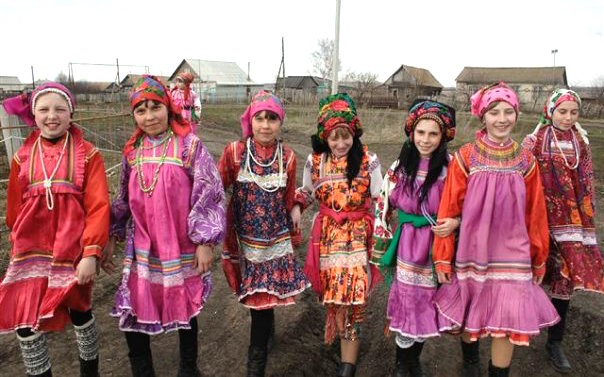
Мокшанские девочки в национальных костюмах

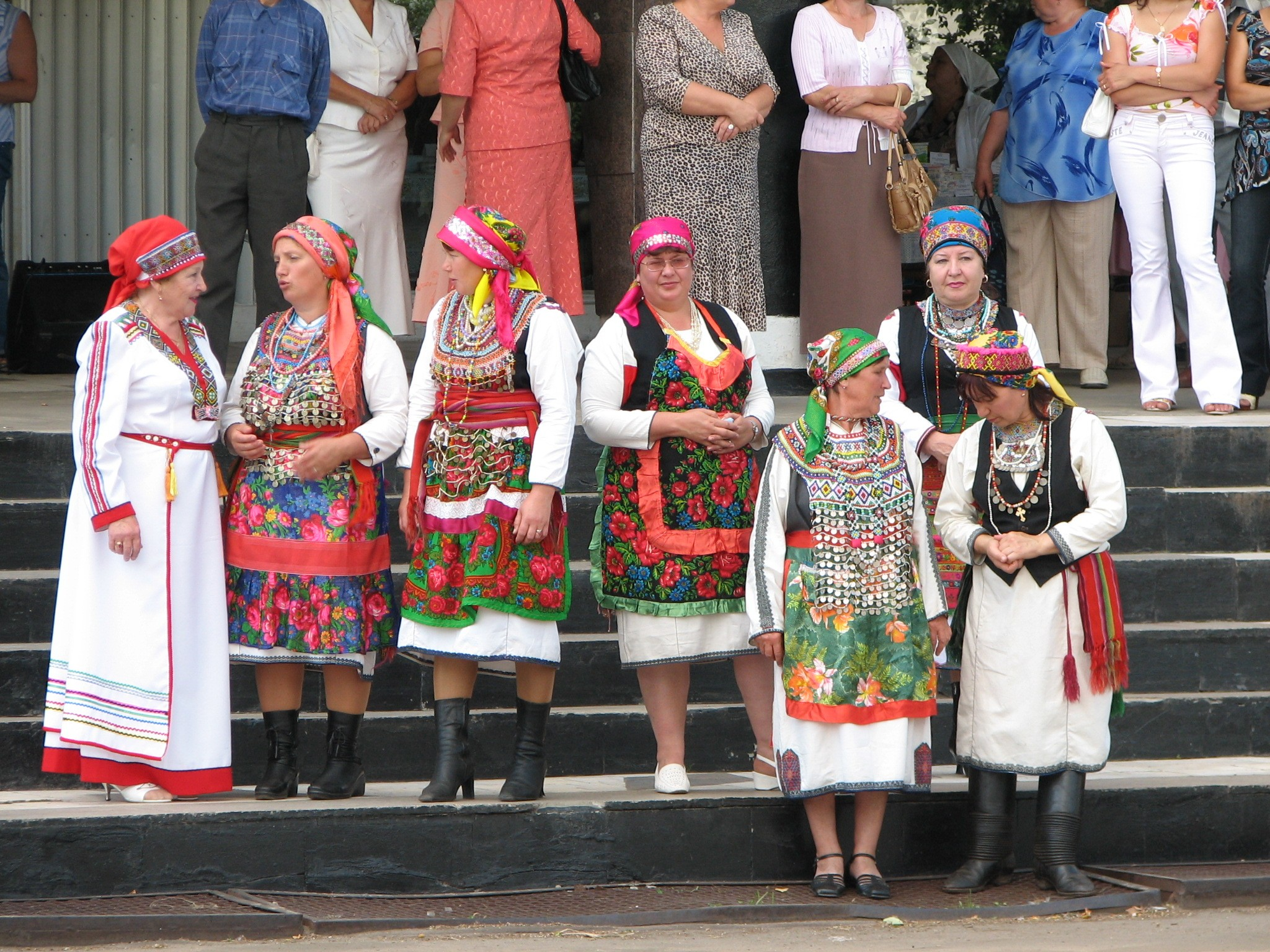
Мокшанки в национальных костюмах

Согласно топонимическому словарю Е. М. Поспелова, название мокша происходит от древнего индоевропейского населения Поочья, говорившего на языке, близком к балтским. 
Гидроним Мокша сопоставим с индоевропейской основой meksha, означавшей «проливание, утекание». 
По другой версии, языковая принадлежность гидронимии мокша точно не определена и является реликтом неизвестного сегодня вымершего финно-угорского языка. У мокшан эта река называлась Ю (ср. с финским jokki «река»); другие исследователи упоминают о ней, как о реке Йов, что не говорит в пользу варианта происхождении этнонима мокша от названия реки. Гидронимы на -кша широко представлены в бассейне реки Оки: Лакша, Колакша, Селекша, Шумокша, Серокша, Шокша и др., поэтому представляется наиболее вероятным их объяснение на финно-угорском языковом материале. 
Топоним Мокша встречается в бассейне Оки и как название озера и реки в районе Клязьмы. Исследователями высказывается предположение, что в основу гидронима Мокша в общефинно-угорское время лёг апеллятив мокс (вариант мокш), означающий «исток, приток, поток, бегущая вода». Объяснение этого гидронима на славянской языковой почве (из «мокрый», «сырой, влажный», ср. Мокоша — богиня плодородия у восточных славян) считается не совсем оправданным, так как заселение этой местности славянами происходило в более позднее время.

## Физическая антропология
Первым, кто писал об антропологических признаках мокши и эрзи, был немецкий учёный-энциклопедист, естествоиспытатель и путешественник на русской службе Пётр Симон Паллас (1773), согласно наблюдениям которого светло-русых и рыжеволосых мокшан было меньше, чем эрзян, однако и последние также имели тёмно-русые волосы. В 1912 году вышел курс лекций С. К. Кузнецова, который отмечает антропологические особенности мокшан и эрзян, где говорится, что мокшане имеют большее разнообразие антропологических типов. По сравнению с эрзянами, у которых больше преобладают светловолосые, сероглазые и со светлой кожей особи, у мокшан встречается преобладающее число людей с чёрными волосами и глазами, смуглым, желтоватым цветом кожи.
К. Ю. Марк выделяет субуральский и северопонтийский тип у мокшан, у эрзян — сурский тип, близкий западно-балтийскому. Антрополог Т. И. Алексеева утверждала, что в мокшанах, по сравнению с эрзянами, более заметно проявляются черты южных европеоидов, а эрзян она относит больше к кругу северных европеоидов. В. Е. Дерябин отметил у мокшан наличие восточно-европейской основы, модифицированной понтийским антропологическим компонентом в сочетании с незначительной уралоидностью.
Согласно изданию РАН (2000) под редакцией А. А. Зубова, эрзяне относятся к беломоро-балтийскому варианту европеоидной расы, который представлен, помимо эрзян, большинством прибалтийских финноязычных народов и частью коми-зырян. Мокшане относятся к уральской расе, в пределах которой мокшане отнесены к субуральскому подтипу. Антропологическое различие между эрзянами и мокшанами, являющимися в основе своей европеоидами и субэтносами одного из наиболее антропологически однородных народов, заключается, в частности, в том, что на беломоро-балтийскую основу мордвы в некоторой степени накладываются атлантический и северопонтийский типы. Первый тип представлен преимущественно у эрзян, второй — у мокшан, хотя и тот, и другой типы присутствуют у обеих категорий населения. Антропологически мокшане представляют собой смешение различных типов (беломорский, понтийский, восточно-балтийский) европеоидной расы.

## Территория проживания

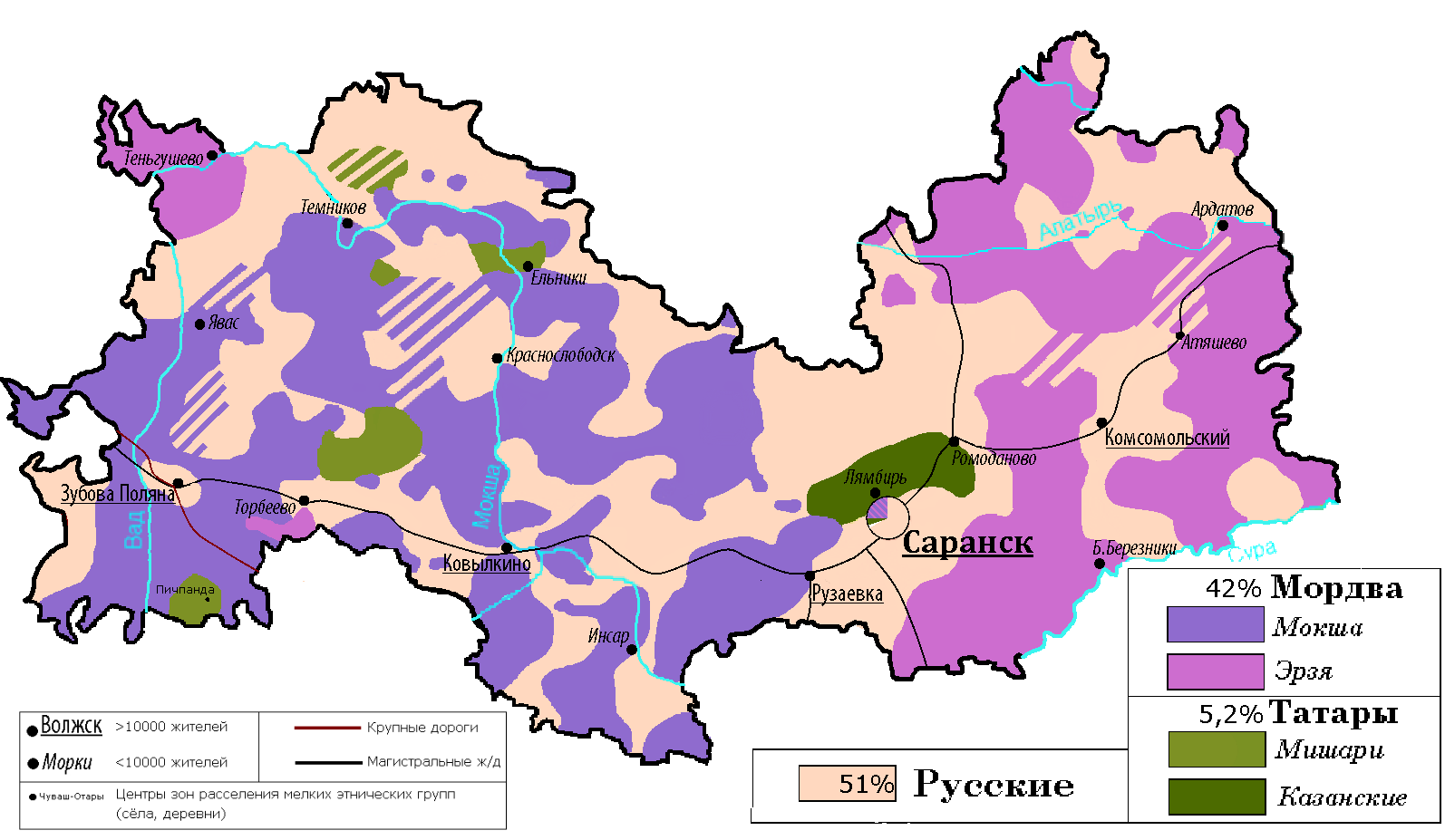
Этническая карта Мордовии

В начале XX века, опираясь на топонимические сведения, С. К. Кузнецов заключил следующее: «в древнейший период своей истории мордва занимала огромное пространство, захватывающее нынешние губернии: часть Казанской, Нижегородскую, Пензенскую, часть Рязанской и Калужской, губернии Симбирскую, Тамбовскую и Саратовскую. Появление мордвы в самых низовьях, возле Астрахани, относится уже к позднейшему времени, а в пределах нынешних Уфимской и Оренбургской губерний она появилась в XVI и главным образом в XVII столетиях». Первоначальной родиной мордвы является правобережье средней Волги, бассейны правых притоков Оки и Суры. Мордва вытеснила отсюда финские племена, переселившиеся к северу.
По причинам политического характера границы расселения мордвы постоянно изменялись. Анализ материалов и погребального обряда археологических памятников, расположенных на средней Цне, позволил отнести этнически однородную группу населения мокшан к VIII—ХI векам н. э., проживающих в бассейнах рек Цна, Мокша, Вад. В этот период территория расселения мокши смещается к северо-западу, что могло быть связано с опасностью со стороны Хазарского каганата. Археологические памятники мокши представлены в большом количестве в бассейне Верхней и Средней Мокши вместе с её притоками. Именно эта территория (Верхнее и Среднее Примокшанье и Среднее Поценье) в VIII—X веках являлась основным районом расселения мокшанского субэтноса.
В XI—XIII веках мокша и эрзя попадает в сферу влияния Киевской Руси и Волжской Булгарии. Борьба между этими государствами, а затем княжеские междоусобицы на Руси, привели к переселению мордвы в более безопасные районы: мокшан — в междуречье Мокши и Вада, эрзян — в бассейн реки Тёши.
Говоря о временах Российской Империи, П. И. Мельников-Печерский писал, что мокшане жили в северной части Тамбовской, в западной половине Пензенской, в двух селениях Нижегородской, а также Симбирской и Саратовской губерниях.
В настоящее время мокша проживают в основном на западе Мордовии (к западу от реки Инсар). Группы мокшан обитают также в окрестностях города Белинский (бывший Чембар; юго-запад Пензенской области), верховьях реки Сура (Пензенский и Городищенский районы Пензенской области), на юго-западе Татарстана (Тетюшский район), на левобережье реки Самара и в верховьях реки Большой Иргиз (юг Самарской области и запад Оренбургской области), в районе города Бугуруслан (северо-запад Оренбургской области) и других. В Пензенской области мокшане расселены в основном в Мокшанском, Наровчатском, Белинском и Шемышейском районах.

## Численность
Основываясь на обработке неопубликованных архивных рабочих материалов переписи 1926 года, В. И. Козлов в 1958 году произвёл оценку численности мокшан и эрзи на 1926 год:
| Районы расселения            | Эрзя | Мокша |
| ---------------------------- | ---- | ----- |
| Пензенская губерния          | 104  | 274   |
| Нижегородская губерния       | 82   | 3     |
| Ульяновская губерния         | 178  | 1     |
| Чувашская АССР               | 24   | -     |
| Саратовская губерния         | 121  | 34    |
| Татарская АССР               | 24   | 12    |
| Самарская губерния           | 210  | 42    |
| Оренбургская губерния        | 11   | 12    |
| Башкирская АССР              | 40   | 10    |
| прочие районы                | 1    | 3     |
| Итого в Поволжье и Приуралье | 795  | 391   |
| в других районах СССР        | (77) | (77)  |
| Всего в СССР                 | 872  | 468   |

По оценке В. И. Козлова общая численность эрзи в 1926 г. была почти в два раза больше численности мокши; по подсчётам автора это превышение было более значительным за пределами коренного района расселения мордвы, так как в самом коренном районе численность мокши в 1926 г. лишь немногим уступала численности эрзи (237 и 297 тыс. чел.).
По данным переписи населения 1989 года в Мордовской АССР проживало 180 тысяч мокшан, остальные проживали за её пределами, в различных областях и республиках Центральной части РСФСР, Поволжья и Сибири.
Согласно переписи населения 2002 года, в качестве мокши было учтено 49624 человека, то есть 5,9 % общей численности мордвы.
Согласно переписи населения 2010 года, мокшанами назвали себя 4767 человек (0,6 % учтённой переписью численности мордвы).
В соответствии с данными переписи 2010 года, мокшанским языком в России владеет 2025 человек.

## Язык и диалекты
Мокшанский язык (также мокша-мордовский; самоназвание — мокшень кяль) — финно-угорский язык финно-волжской группы, относится к уральской семье. Наиболее близким к мокшанскому языку является эрзянский, однако существенная разница в фонетическом строе, лексике и грамматике не позволяет их носителям понимать друг друга. В Республике Мордовия мокшанский язык является официальным наряду с эрзянским и русским.
Диалектный состав мокшанского языка отличается большим разнообразием, прослеживающимся в определённых слоях лексики, морфологической модели слова и главных структурных элементах грамматического строя. На их основе выделяется пять диалектных типов (диалектов) мокшанского языка: центральный, западный, юго-восточный, переходный и смешанный, имеющих отличительные языковые явления и относительную территориальную очерченность:
- I диалектный тип (центральный). Один из диалектов, лежащий в основе письменно-литературного мокшанского языка и распространённый на территории нескольких районов Республики Мордовия: Атюрьевского, Темниковского, Ельниковского, Краснослободского, Старошайговского, частично Ковылкинского, Рузаевского.
- II диалектный тип (западный) распространён в Зубово-Полянском и частично Торбеевском районах Республики Мордовия.
- III диалектный тип (юго-восточный) охватывает территорию соседних районов Республики Мордовия: Инсарского, Кадошкинского, частично Ковылкинского и Рузаевского.
- IV диалектный тип (переходный) распространён в Белинском районе Пензенской области, частично в Торбеевском и Ковылкинском районе Республики Мордовия.
- V диалектный тип (смешанный) распространён за пределами Республики Мордовия (в Нижегородской, Пензенской, Саратовской и некоторых других областях) в соседстве с эрзянскими говорами или изолированно в иноязычном окружении[34].

## Этногенез
Этническая основа прамокша и праэрзя образовалась во II—IV веках н. э., на базе которой с середины 1-го тысячелетия формируется этнос древних мокшан в южной части территории Окско-Сурского междуречья, а этнос эрзян — в северной.
В XIX—XX веках существовала гипотеза отождествления мокшан и мордвы в целом с андрофагами, но впоследствии другие учёные подвергли её подробной критике и в настоящее время эта гипотеза представляется малообоснованной. В это же время среди этнографов, лингвистов, историков и финнологов возникали различные мнения, что в древнюю эпоху мокша и эрзя, являющиеся двумя ветвями мордвы, были единым с западно-финскими народом, отделившимся от финнов не позднее III века н. э., и испытавшим на себе разные влияния со стороны соседних народов. Выделяются прафиннская эпоха, где ещё не отделившиеся финские племена закладывали зачатки своей культуры, а также мордовско-финский период, в котором имело место лингвистическое и политическое влияние готов на мордву. Академик П. И. Кёппен называет территорию среднего течения реки Волги и её притоков рек Оки и Суры родиной финских племён. Некоторыми учёными указывается также и на отдельный период совместной жизни мордвы с западными финнами.
По археологическим источникам, ранняя история племён финно-угорской языковой общности прослеживается с эпохи неолита (5-е — середина 3-го тысячелетия до н. э.). Область расселения древних финно-угров располагалась в основном в лесной полосе Восточной Европы и Зауралья. Большинство исследователей относят к древнему финноязычному населению племена неолитических культур с ямочно-гребенчатой керамикой, занимавшие территорию от юго-восточной Финляндии до северо-восточной Европы, а также племена волго-камской культуры, селившиеся в Среднем Поволжье и Прикамье. В Сурско-Волжском междуречье в эпоху бронзы и раннего железа (2-е —1-е тысячелетия до н. э.) выделено три основные группы городецких племён: средне-окская с включением сюда мокшанской; поволжская с включением верхне-сурской, которые предопределяли выделение двух этнических групп — мокши и эрзи, и нижесурская группа, рассматриваемая А. Х. Халиковым, как основа этногенеза мари, муромы и финноязычных предков чуваш.
На основе смешения окских городецких племён и пришлых групп позднепьяноборского населения во II—IV веках н. э. формируется этническая основа выделения праэрзя и прамокша. В первые века н. э. население данного региона имело связи с прикамскими (пьяноборскими) и другими племенами. Наиболее древними были связи мордвы с иранскими народами: скифами, сарматами, аланами и др. В погребениях Ражкинского могильника обнаружены традиции захоронения, в обряде которых заметны заимствования и влияние сарматов. Западно-иранские скифо-сарматские племена являлись южными соседями народов мокша и эрзя, и граница между ними, возможно, проходила по естественному рубежу леса и степи. В. В. Ставицкий считает, что в образовании древних племён мокши и эрзи участвовали носители городецкой культуры, пьяноборской и кара-абызской культур, восточно-балтийских племён и сарматов.
Большинство мордовских языковедов, этнографов и археологов — А. П. Смирнов, Е. А. Алихова, М. Ф. Жиганов, В. И. Козлов заявляли в своих работах о существовании единой мордовской общности, в которой различия между мокшей и эрзей начали появляться лишь в конце I тысячелетия н. э., когда как сторонники противоположного мнения — П. Д. Степанов, М. Р. Полесских, В. В. Гришаков, К. И. Козлова полагали, что два крупных племенных союза мордвы: мокша и эрзя, проживавших в бассейне Средней Оки и Окско-Сурско-Цнинского междуречья в первые века н. э., с самого начала своего формирования отличались друг от друга. Мокша и эрзя были сформированы независимо друг от друга на базе большой группы родственных племён, а также при участии иноэтнических элементов. Основой для образования мокши стала южная (верхнесурская или пензенская) группа мордовских племён. Важное участие в этом процессе приняли также носители рязано-окской и восточно-балтийской культуры, которые проникли в верховья Мокши и Суры в IV—V веках н. э..

## Археология
На основе городецкой культуры раннего железного века, памятники которой занимают обширную территорию от Дона на западе до Самарской Луки на востоке, Саратовского лесостепья на юге и нижегородского правобережья на севере, в первые века нашей эры в Окско-Сурском междуречье сформировались основные области, где происходил генезис древнемордовской культуры.
Археологические материалы свидетельствуют, что население южной части территории Окско-Сурского междуречья явилось основой формирования мокши, северной — эрзи. Переходная зона между протомокшанскими и протоэрзянскими племенами, предположительно, располагалась по Алатырю и по правобережью среднего течения Мокши.
М. Р. Полесских, занимающийся изучением археологических памятников мордвы, использовал термин протомокша, памятниками которой он считал могильники селиксенского типа, и протоэрзя, представленная могильниками кошибеевского типа. С середины 1-го тысячелетия н. э. появляются культуры древней мокши и древней эрзи. К мокше Полесских относил могильники армиевского типа, к эрзе — погребальные памятники типа Кузьминского и Борковского могильников. Выделяется два хронологических этапа формирования Селиксенского могильника: III—IV века н. э. — ранний; V—VII века н. э. — поздний, что совпадает с начальным этапом формирования мокшан.

## История
Наиболее ранние письменные сведения об этнониме мокша (Moxel) известны из записок фламандского путешественника XIII века Гильома де Рубрука. О мокшанах (Moxii), как отдельном народе и их стране (Moxia) говорится в сочинении Иосафата Барбаро «Путешествие в Тану». Упоминание о мокшанах имеется в работе Рашид ад-Дина «Сборник летописей» (начало XIV века), а также в документальном источнике Русского государства — в писцовой книге Д. Пушечникова. В историческом труде российского историка XVIII века Василия Татищева «История Российская» мокшане называются, как моксели и моши и являются сарматским народом.

### Древний период
Вытеснившие скифов сарматы пришли как завоеватели и подчинили себе часть мокшанских кланов, однако, вследствие своей малочисленности, не смогли далеко распространить свою власть. Во II и III веках н. э. анты, славяне, мокша и эрзя стали самым многочисленным и могущественным населением Восточной Европы. К концу IV века большая часть народа мокша присоединилась к гуннскому племенному союзу, приняв участие в разгроме Остготской империи в 377 году, а затем двинулась на восток и поселилась в Паннонии. Доказательства связи с гуннами включают мокшанские боевые доспехи, особенно биты и псалии, которые идентичны ранним гуннским боевым доспехам. Археологические данные показывают, что границы территории мокшан не менялись между IV и VIII веками. В 450 году народ мокша был в союзе с народом Среднего Поволжья, известным как буртасы, которые, возможно, были аланами.

### Средние века
Согласно археологическим данным, средневековая история мокши и эрзи разделена на четыре основных этапа, где каждому периоду характерен ряд особенностей материальной культуры и тенденций развития народов: 1) завершающая стадия родового строя (VIII—X века); 2) формирование ранних государственных образований (XI—XIII века); 3) в составе Золотой Орды (вторая половина XIII—XV века); 4) в составе Русского государства (XVI—XVIII века). Период VIII—X веков известен влиянием хазар, которым племя мокшан платило дань, и в X веке освободилось из-под власти Хазарского каганата в результате его падения.
Л. А. Воейков и П. В. Голубовский опираются на упоминания арабских писателей X века, называвших народ мокша буртасами.
В IX веке Буртасское княжество становится вассалом Хазарского каганата. В 965 году, как свидетельствует Ибн-Хаукаль, киевский князь Святослав Игоревич нанёс удар по союзникам хазар, взял Саркел, Булгар и вышел к Семендеру. К началу X века правитель Волжской Булгарии Алмуш сосредоточил в своих руках сбор и уплату хазарской дани. Приняв ислам, он заручился поддержкой багдадского халифа Муктадира и основал торговую факторию в устье Оки. В связи с этим в 985 году киевский князь Владимир предпринял поход на город Булгар. В 1006 году между князем Владимиром и царём Алмушем был заключён договор о торговле и на Волге установился «вечный мир», продлившийся 80 лет. В 1120 году возобновилась борьба за устье Оки и эрзянскую крепость Обран ош. В 1220 владимирский князь Юрий Всеволодович предпринял поход на Ошель и потребовал сокращения влияния булгар на Пургасову волость, с которой они находились в союзе. В 1221 году Обран ош был сожжён владимирскими князьями, а ниже по течению основан Нижний Новгород. Пургас и Пуреш находились в состоянии постоянной войны, при этом Пургас рассчитывал на поддержку булгарского эмира, в то время как Пуреш являлся ратником князя Юрия. В 1229 году булгары выступили в поход против царя Пуреша, однако, узнав о разграблении Пургасовой волости владимирскими князьями, повернули назад. В 1230 Пургас вновь осадил Нижний Новгород, но был отбит, а вслед за этим сын Пуреша Атямас вместе с половцами предпринял опустошительный поход на Пургасову волость.
Согласно свидетельствам Рашид ад-Дина, 4 сентября 1236 года сыновья Джучи Бату, Орду и Берке, сын Угедей-хана Кадан, внук Чагатая Бури и сын Чингиз-хана Кулькан объявили войну мокше, буртасам и эрзе, каждый из них стоял во главе тумена. Война закончилась 23 августа 1237 поражением мокшан в битве у Чёрного леса недалеко от границы c Рязанским княжеством. Между мокшей и монголами был заключён военный союз, по которому царь Пуреш во главе своего войска в качестве союзника и вассала должен был присоединиться к монголам в их походе на запад.
В начале 1241 года монгольское войско перешло через Карпаты и вторглось в Польшу. Роджер Бэкон в своей работе Opus majus упоминает, что мокшане находились в авангарде монгольского войска и участвовали во взятии Люблина и Завихоста. По утверждению Бенедикта Поляка, мокшанское войско понесло значительные потери во время взятия крепости Сандомир в феврале и Кракова — в марте того же года.
По свидетельству Гийома де Рубрука и Роджера Бэкона, мокшане тайно вели переговоры с немцами и богемцами и ждали случая перейти на их сторону, так как с их помощью надеялись избавиться от навязанного им союза с Бату.
Предположительно 8 апреля Пуреш тайно встретился с Генрихом Благочестивым и сообщил об утреннем выступлении монголов и о своём намерении перейти на сторону силезцев. В тот же день Пуреш заявил Субэдэю, что его воины устали и выступить утром не смогут. Субэдэй узнал о заговоре и предложил войску Пуреша сдать оружие и располагаться на отдых, однако ночью по его приказу сам Пуреш и часть его войска, спящие, были перебиты, остальные бежали.

### Новое время
Хронологический период (XVI—XIX века) относится к событиям, связанным с присоединением территорий мокши и эрзи к Русскому государству, вследствие чего меняются политико-экономические, культурные, религиозные и миграционные процессы народов в виде: христианизации, русификации, введения новых форм управления хозяйской деятельностью и системы денежных и натуральных государственных повинностей, внедрения новых правил получения земельных наделов, массового расселения коренного населения по Самарской, Уфимской, Оренбургской и другим губерниям и так далее.

## Генетические исследования

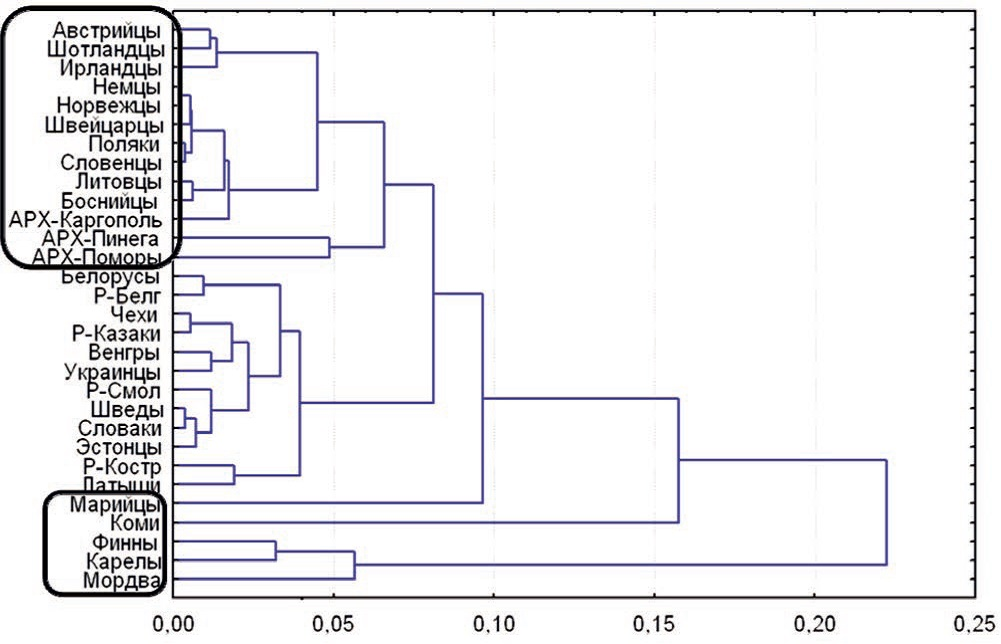
Взаимное расположение на дендрограмме генофондов Европы по данным о частотах гаплогрупп мтДнк

В результате исследований О. П. Балановский выделил четыре основных типа карт генетических расстояний — «восточноевропейский», «северо-восточный», «северо-балканский», «южно-балканский», куда вошли славянские, балтийские, некоторые финно-угорские и другие народы Европы, однако карты расстояний от мокшан не относятся ни к одному из этих типов, что, по мнению учёного, говорит о генетической самобытности народа мокша. Генофонд финно-угорских народов сам по себе имеет высокое межпопуляционное разнообразие и низкое внутрипопуляционное.
Для проведения анализа митохондриальной ДНК были использованы данные по частотам 16 гаплогрупп — A, C, D, H, HV, I, J, K, T, U2, U3, U4, U5a, U5b, V, W. Анализ показал значительное отличие генофондов финно-угорских популяций (включая народы мокша и эрзя) от следующих генофондов Европы — население Русского Севера, норвежцы, немцы и другие германоязычные народы, а также ирландцы, славяне (остальные русские, белорусы, украинцы, чехи, словаки, поляки, словенцы и боснийцы), балты, венгры и шведы. Все западные и восточные финноязычные народы (кроме эстонцев) — финны, карелы, марийцы, коми, мокша и эрзя попали в отдельные кластеры, оказавшись генетически удаленными от всего европейского митохондриального массива, включая северно-русские популяции и других славян.
Генетический ландшафт мокшан по гаплогруппам Y-хромосомы свидетельствует о большом своеобразии их генофонда, поскольку охватывает небольшую область среднего течения Волги, ограничиваясь её правобережьем. Проведённый анализ по гаплогруппам Y-хромосомы указывает на существенное генетическое отличие мокши не только от генофонда славянских и других соседских народов, но и от генофонда эрзян, несмотря на их близкое географическое взаиморасположение; данные о частотах 15 гаплогрупп Y-хромосомы показали, что популяции мокши и эрзи не входят в единый кластер.
Данные популяционных генетиков Y-хромосомы по гаплогруппам мокшан Старошайговского района Мордовии: R1a — 26,5 %, J2 — nd (20,5 %), N3 (TAT) — 16,9 %, R1b — 13,3 %, I1 — 12 %, I2b — 4,8 %, N2 (P43) — 2,4 %, I2 — 2,4 %, K*(M9) — 1,2 %. Митохондриальные ДНК по гаплогруппам: H — 41,5 %, U5 — 18,9 %, T — 7,6 %, U2 — 5,7 %, J — 5,7 %, V — 5,7 %, U4 — 3,8 %, I — 3,8 %, T1 — 1,9 %, R — 1,9 %, D — 1,9 %, другие — 1,9 %.
Данные Y-хромосомы по гаплогруппам мокшан генетического проекта Erzya-Moksha-Mescher Family Tree DNA: R1a — 29 %, J2b — 19 %, J2a — 14 %, G2a — 14 %, N1c — 9 %, E1b — 5 %, R1b — 5 %, J1 — 5 %.

## Сословия в XIII—XVIII веках
При анализе различных источников исследователи выделяют у мокшан и эрзян (называемых в документах того времени мордва) ряд социальных групп: мордовские мурзы, мордовские князья, служилая мордва, полковые мурзы, ясачная мордва, тарханы, казаки из служилой мордвы, станичные мордовские мурзы, младшие мордовские мурзы, дворцовые крестьяне, помещичьи крестьяне, временнообязанные крестьяне, государственные крестьяне, ясачные крестьяне, удельные крестьяне. К мордовской аристократии относились правители раннегосударственных объединений мордовских народов эрзи и мокши, а также категория служилых феодалов, обладающих привилегиями — князья, мурзы, служилые люди, казаки.

## Национальный костюм
В зависимости от района проживания народный костюм мокшан может иметь в себе ряд деталей и украшений, отличающихся друг от друга. Для мокшанского женского костюма характерны туникообразная рубаха (панар, щам) длиной до колен с боковыми вставками, большой пазухой (пов), вышивкой по продольным швам спереди и сзади, горловине, рукавам, в Зубово-Полянском районе Мордовии и у чембарской мокши — также на лопатках; штаны (понкст), подшитые внизу кумачом; передник (запон, сапоня) с нагрудником или глухой с рукавами; короткий кафтан (мушкас), украшенный кумачом или красным тканьём; чёрные и красные в жёлто-зелёно-чёрную полоску онучи, чёрно-белые узорные вязаные наколенники (цюлкат); нарядные сапоги со сборами на голенище и медными подковками на каблуке.
Богатый набор украшений: застёжка-сюлгам с трапециевидным щитком и сеткой из бисера, бусин, монет, цепочек с бубенчиками; ожерелье (цифкс, тифкс, крганьпирф) или пелерина (комбоне) из бисера; парные нагрудные (горожонь крганя, ярмак пилькс), наспинные (фтала пула, копорь цёконе, пархци котф) и чересплечные (кичкор, крёскал) украшения из бисера и монет, нашитых на тканевую основу; поясные подвески (сёкт, цёкт, каркс сёконят, каркс пет, килькштамат, ватракштат) и др.
Замужние мокшанки за пояс затыкали до шести богато орнаментированных полотенец (кеска руцят), у чембарской мокшанки — набедренник (гушаконя).
Головной убор (панга) — холщовый мешок с твёрдым прямоугольным очельем и лопастью сзади, поверх которого повязывали в виде тюрбана платок; местами носили убор типа кики (сорока); на северо-западе Зубово-Полянского района поверх холщового чепца с твёрдым очельем (лосник) и позатыльником (затилка) повязывали тюрбаном белое полотенце (платенця, пря руця), концы которого завязывали бантом на лбу.
Головной убор невест и молодых женщин (златной) отличался нарядностью; до начала XX века невесты и новобрачные надевали высокий расширяющийся кверху венец на берестяной основе (куйгор). С 1930-х годов мокшанки носят платье (нула, сарапон) на кокетке с широкой оборкой (панчф).
| - Мокшанки в национальных костюмах. XIX век. Мордва-мокша, Тамбовская губерния, Темниковский уезд, конец XIX — начало XX века - Праздничный костюм. Мокшане. Пензенская губерния - Наряд невесты. Нагрудные украшения. Мордва-мокша, Тамбовская губерния, Темниковский уезд, конец XIX — начало XX века - Этнографический ансамбль в мокшанских национальных костюмах, женщина справа в переднем ряду обута в традиционные сапоги со сборами на голенище. - Национально-фольклорный праздник "Акша келу" (Зубовополянский район Мордовии) - Мокшанка в праздничном костюме - Концертное платье Марии Антоновой - Хрымов В.Д. "Мокшанка" (картина 1955 г.) |

## Известные представители
- Пуреш
- Нарчатка
- Мокший
- Антоний (Вадковский)
- Захар Дорофеев
- Александр Феоктистов
- Михаил Девятаев
- Максим Бебан
- Валентина Мишанина
- Александр Пудин
- Евгений Чичваркин
- Мария Антонова

## Мокшанские периодические издания
- Мокша (литературно-художественный и общественно-политический журнал)
- Мокшень правда (сайт)
- Якстерь тяштеня (детский журнал)